# キルギスの国際関係

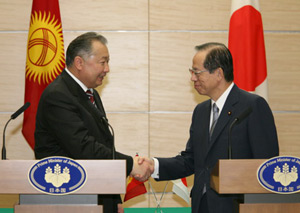
キルギス大統領クルマンベク・バキエフ（左）と内閣総理大臣福田康夫（右）（2007年11月14日、総理大臣官邸にて）

本項目では、キルギス共和国（キルギス）の国際関係について述べる。

## 概要
キルギスは独立国家共同体（CIS）の他のメンバー、特にカザフスタンやロシアとともに親密な関係を保っている。
ソ連崩壊後、キルギスはルーブル通貨圏にとどまることを決定したものの、1993年5月、ロシア政府はキルギスに対し、独自通貨であるソムを導入するよう強く促した。キルギスによるルーブル通貨圏からの撤退は事前に通知されており、周辺地域に緊張をもたらすこととなった。カザフスタンとウズベキスタンの両国は一時的に貿易を中断し、ウズベキスタンは経済制裁にも等しい貿易制限を行った。両国はルーブルの国内への流入と国内のインフレ率上昇を恐れた。ウズベキスタンとカザフスタンは短期間キルギスと敵対関係にあったが、三国は1994年1月に経済連合体設立にサインした。これにより、国境の渡航制限が緩和された。キルギスはタジキスタンにあるCIS平和維持軍に対しても貢献を行っている。
トルコは同じテュルク系民族という文化的、民族的な結びつきを利用して、二国間関係においてキルギスと友好関係を築いている。また、キルギスは南部において国境を接する中国との貿易額の急激な増加にも直面している。キルギスはウズベキスタン軍やカザフスタン軍との共同訓練などさらなる地域協力に向けた積極的な行動を起こしている。
1999年1月、欧州安全保障協力機構（OSCE）事務局がビシュケクに開設された。2000年2月18日、OSCEはビシュケクでの業務を支援するためオシに新たな事務局を開設すると発表した。キルギスはOSCE、CIS、テュルク評議会、国際連合のメンバーである。

## 非合法ドラッグ
キルギスは他のCIS諸国と同じく大麻やアヘンなどの違法栽培の制限は低い。政府主導の違法栽培撲滅プログラムも限定されたものであり、キルギスは中東からロシアや西ヨーロッパに向けて非合法ドラッグを輸出する際に積み替えを行う中継点として利用される頻度が増えている。

## 二国間関係

### 近隣諸国

#### 中国
1996年時点において、中国とキルギスの関係はビシュケク政府にとって未確定の部分の多い領域となっていた。ナルインにある自由貿易地域は中国の多くのビジネスマンの関心をひきつけ、小規模物品に関する輸出入業務に中国人が大挙して訪れることとなった。この貿易の大部分はキルギス系もしくはカザフ系中国人による仲介を通して行われた。キルギス政府はナルインやその他のキルギスの地域に大挙して押し寄せてくる中国人に対し注意を行ったが、1996年時点で有効な予防策は打てていなかった。

#### カザフスタン
カザフスタンとキルギスの二国間関係は非常に強固であり、キルギス人とカザフ人は言語、文化、宗教など非常に共通点が多い。キルギスとカザフスタンの関係は独立以降常に友好的なものであった。2007年4月26日、カザフスタンとキルギスは「国際最高会議」を創設することで合意した。この歴史的な出来事はカザフスタン大統領が公式にキルギスの首都であるビシュケクを訪問した際に実現した。

#### タジキスタン
キルギスとタジキスタンの間では緊張関係が続いている。タジキスタンの難民や反政府組織は数回に渡りキルギスに渡航しており、人質に取ることさえしている。キルギスは1992年10月にタジキスタン軍と反政府勢力の間の仲介を行おうと試みたが失敗に終わった。アスカル・アカエフは後に、反乱軍に対しタジキスタン大統領のエモマリ・ラフモンをサポートするため、ウズベキスタン大統領のイスラム・カリモフやカザフスタン大統領のヌルスルタン・ナザルバエフと協力して調停軍を送ることで合意したが、キルギス議会は1993年春まで数ヶ月に渡り些事に振り回されて実行することができなかった。1995年半ば、キルギス軍はパンジ付近にあるタジキスタン国境の一部領域を封鎖してタジキスタン反政府勢力を国外に出さない任務を遂行した。
2021年4月、2022年9月に国境付近で武力衝突が発生。多数の死傷者が出た。

#### ウズベキスタン
ウズベキスタンはキルギス南部を政治的、経済的に影響下においている。これはキルギス南部では経済的、地理的状況からウズベク人の人口が非常に多い点が影響している。キルギスは天然ガスの大部分をウズベキスタンからの輸入に頼っており、複数の地域では、イスラム・カリモフは天然ガスのパイプラインを閉じる、もしくは供給量を調整することで政治的影響力を保っている。オシやジャララバード州で放送されたテレビ放送にカリモフは数回出演し、アカエフに対し恩着せがましい態度をとった。一方、アカエフは強大な隣国に対する高い警戒心を露わにした。ウズベキスタンは現状では明確な拡張傾向を見せてはいないが、カリモフの「国籍に関わらずウズベク人の利益に責を負っている」という発言の影響力にキルギス政府は非常に敏感になっている。

### その他

#### ギリシア
- 両国は1992年に外交関係を樹立した[4]。ギリシアはキルギス国内に大使館は持たず、カザフスタンのアスタナにあるカザフスタン大使館が代行業務を行っている。キルギスはビシュケクに拠点を置く非居住大使を通してギリシアとの大使館業務が行われている。ギリシア国内のキルギス領事館の業務はアテネにあるカザフスタン領事館で代行業務が行われている。
- 2004年11月1日、キルギス大統領アスカル・アカエフはギリシアを公式訪問した[5][6]。ギリシアからの外交使節団は2008年に会議のためドゥシャンベを訪問し、タジキスタン外相のザリフィ及び第一外務次官のユルダシェフと会合を行った。外相のドラ・バコヤンニは2008年9月、パリで行われた第一回EU・中央アジアフォーラムの期間中にタジキスタン外相のザリフィと安全保障問題に関して会談している。
- キルギス国内に居住する在キルギスギリシア人は650～700人である[4]。しかし、ギリシア外務省の事務総局のデータによると、この数値よりもかなり小さい（50人）ことがわかっている。
- 2004年、キルギス大統領アスカル・アカエフがギリシアを訪問した際に、ギリシアとキルギスは航空、旅行、外交に関する二国間協定に合意した[5][7]。

#### パキスタン
キルギスとパキスタンの外交関係は、キルギスがソビエト連邦から独立してまもない1991年12月20日に樹立された。

### ロシア
中央アジアの他の共和国が時にロシアの干渉に対して不満を持つ中で、キルギスはよりロシアの注意を引きつけてこれまで以上にモスクワのロシア政府から援助を受けることを望んでいる。国際社会による経済援助にもかかわらず、キルギスは直接的、もしくはカザフスタンを通して間接的に、経済的にロシアに依存したままの状態が続いている。1995年初頭、当時大統領であったアスカル・アカエフはキルギス国内にある29の大規模工場からロシアの影響力を排除しようと試みたが、ロシアはこれを拒絶している。

### アメリカ合衆国
アメリカ合衆国政府はキルギスに対し人道支援、非致死軍事支援を行っているほか、経済的、政治的復興の支援を行っている。また、国際機関からの援助に対するキルギスの要求に対してもサポートを行っている。
アメリカ合衆国は1998年12月に世界貿易機関 (WTO) への加盟に際し、キルギスを支援している。アメリカ合衆国はキルギスの経済、医療、教育などの分野において必要に応じて改革の援助を行うことを目的としており、経済成長の援助やフェルガナ盆地における紛争解決の援助を行っている。